# Gilgenberg am Weilhart
Gilgenberg am Weilhart är en ort och kommun  i Österrike. Den ligger i distriktet Braunau am Inn i förbundslandet Oberösterreich, 250 kilometer väster om huvudstaden Wien. 
Kommunen består av 20 orter (Ortschaften) (inom parentes invånarantal 1 januari 2024):

- Baumgarten (31)
- Bierberg (26)
- Bitzlthal (40)
- Dick (47)
- Gilgenberg am Weilhart (383)
- Gilgenberg Revier (138)
- Hinterklam (36)
- Hof (7)
- Hoißgassen (73)
- Hopfersbach (19)
- Hub (19)
- Lohnsberg (59)
- Mairhof (55)
- Reith (48)
- Ruderstallgassen (138)
- Röhrn (34)
- Schnellberg (54)
- Sterz (38)
- Weidenthal (34)
- Zeisberg (43)